# Fortune Bassey
Fortune Akpan Bassey (1998. október 6. –) nigériai labdarúgó, a Ferencváros játékosa.

## Pályafutása

### Klubcsapatokban
Bassey 2018-ban szerződött az akkor cseh harmadosztályú Bohemians 1905 második csapatába. 2018 nyarán igazolt a harmadosztályú Olympia Radotínhez, ahol harminchárom bajnoki mérkőzésen huszonnégy gólt szerzett. 2019–20-ban a cseh második ligában játszott, ahol az Ústí nad Labemet erősítette. 2020-ban a cseh élvonalbeli Dynamo České Budějovice játékosa lett, ahol huszonöt bajnoki mérkőzésen kilencszer talált be.

#### Ferencváros
2022 januárjában szerződtette őt a Ferencváros csapata. 2022. július 13-án a Bajnokok Ligája selejtezőjében a kazah Tobol ellen 5–1-re megnyert hazai mérkőzésen csereként beállva két gólt szerzett. 2022 augusztus 12-ig 23 (13 bajnoki, 2 magyar és 3 nemzetközi kupa- és 5 barátságos) mérkőzésen játszott, 5 gólt szerzett.

#### Viktoria Plzeň
2022 augusztusában szerződött kölcsönben a cseh csapathoz, egy plusz egy évre írt alá, vásárlási opcióval.

#### Degerfors
2023 márciusától a svéd együttesnél folytatta a pályafutását, melyhez egy idényre kölcsönbe került.

#### Hapoel Petah-Tikva
A 2023-2024-es szezont az izraeli Hapoel Petah-Tikvánál töltötte kölcsönben.

#### FC DAC 1904
2024. szeptember 7-én negyedszer is kölcsönadta a Ferencváros, ezúttal a dunaszerdahelyi FC DAC 1904 együtteséhez.

## Statisztika

### Klubcsapatokban
2022. november 13-án frissítve.
| Klub                | Szezon         | Bajnokság      | Bajnokság     | Bajnokság | Országos kupa | Országos kupa | Nemzetközi kupa | Nemzetközi kupa | Összesen      | Összesen |
| Klub                | Szezon         | Bajnokság      | Pályára lépés | Gól       | Pályára lépés | Gól           | Pályára lépés   | Gól             | Pályára lépés | Gól      |
| ------------------- | -------------- | -------------- | ------------- | --------- | ------------- | ------------- | --------------- | --------------- | ------------- | -------- |
| Olympia Radotín     | 2018–19        | Cseh 3. liga   | 33            | 24        | 3             | 0             | –               | –               | 36            | 24       |
| Olympia Radotín     | Összesen       | Összesen       | 33            | 24        | 3             | 0             | –               | –               | 36            | 24       |
| FK Ústí nad Labem   | 2019–20        | Cseh 2. liga   | 28            | 5         | 2             | 2             | –               | –               | 30            | 7        |
| FK Ústí nad Labem   | Összesen       | Összesen       | 28            | 5         | 2             | 2             | –               | –               | 30            | 7        |
| České Budějovice    | 2020–21        | Cseh 1. liga   | 6             | 0         | 0             | 0             | –               | –               | 6             | 0        |
| České Budějovice    | Összesen       | Összesen       | 6             | 0         | 0             | 0             | –               | –               | 6             | 0        |
| Vlašim (kölcsönben) | 2020–21        | Cseh 2. liga   | 14            | 4         | 1             | 1             | –               | –               | 15            | 5        |
| Vlašim (kölcsönben) | Összesen       | Összesen       | 14            | 4         | 1             | 1             | –               | –               | 15            | 5        |
| České Budějovice    | 2021–22        | Cseh 1. liga   | 19            | 9         | 3             | 1             | –               | –               | 22            | 10       |
| České Budějovice    | Összesen       | Összesen       | 19            | 9         | 3             | 1             | –               | –               | 22            | 10       |
| Ferencváros         | 2021–22        | NB I           | 12            | 2         | 2             | 0             | 0               | 0               | 14            | 2        |
| Ferencváros         | 2022–23        | NB I           | 1             | 0         | 0             | 0             | 3               | 2               | 4             | 2        |
| Ferencváros         | Összesen       | Összesen       | 13            | 2         | 2             | 0             | 3               | 2               | 18            | 4        |
| Viktoria Plzeň      | 2022–2023      | 1. Liga        | 12            | 1         | 1             | 0             | 5               | 0               | 18            | 1        |
| Viktoria Plzeň      | Összesen       | Összesen       | 12            | 1         | 1             | 0             | 5               | 0               | 18            | 1        |
| Karrier összes      | Karrier összes | Karrier összes | 125           | 45        | 12            | 4             | 8               | 2               | 145           | 51       |

## Sikerei, díjai

### Klubcsapatokban
Ferencvárosi TC
- Magyar bajnok (1): 2021–2022[7][8]
- Magyar kupagyőztes (1): 2022[9]